# Atletica leggera ai Giochi della XXX Olimpiade
Ai Giochi della XXX Olimpiade di Londra nel 2012 sono stati assegnati 47 titoli in gare di atletica leggera, di cui 24 maschili e 23 femminili.
- Durata del programma: dal 3 al 12 agosto 2012
- Nazioni partecipanti: 201[2]
- Numero di atleti iscritti: 2 080, di cui 1 088 uomini e 992 donne[2]
- Sede delle gare: Stadio Olimpico di Londra
- Nell'atletica maschile: 2 nuovi record mondiali, 6 nuovi record olimpici
- Nell'atletica femminile: 2 nuovi record mondiali, 5 nuovi record olimpici

## Criteri di qualificazione
| Specialità             | Uomini A | Uomini B | Donne A  | Donne B  |
| ---------------------- | -------- | -------- | -------- | -------- |
| 100 metri              | 10"18    | 10"24    | 11"29    | 11"38    |
| 200 metri              | 20"55    | 20"65    | 23"10    | 23"30    |
| 400 metri              | 45"25    | 45"70    | 51"50    | 52"30    |
| 800 metri              | 1'45"60  | 1'46"30  | 1'59"90  | 2'01"30  |
| 1 500 metri            | 3'35"50  | 3'38"00  | 4'06"00  | 4'08"90  |
| 5 000 metri            | 13'20"00 | 13'27"00 | 15'15"00 | 15'25"00 |
| 10 000 metri           | 27'45"00 | 28'05"00 | 31'45"00 | 32'10"00 |
| Maratona               |          |          |          |          |
| 100 metri hs           | -        | -        | 12"96    | 13"15    |
| 110 metri hs           | 13"52    | 13"60    | -        | -        |
| 400 metri hs           | 49"50    | 49"80    | 55"40    | 56"55    |
| 3 000 siepi            | 8'23"10  | 8'32"00  | 9'43"00  | 9'48"00  |
| 4×100 metri            | -        | -        | -        | -        |
| 4×400 metri            | -        | -        | -        | -        |
| Marcia 20 km           |          |          |          |          |
| Marcia 50 km           |          |          | -        | -        |
| Salto in lungo         | 8,20 m   | 8,10 m   | 6,75 m   | 6,65 m   |
| Salto triplo           | 17,20 m  | 16,85 m  | 14,30 m  | 14,10 m  |
| Salto in alto          | 2,31 m   | 2,28 m   | 1,95 m   | 1,92 m   |
| Salto con l'asta       | 5,72 m   | 5,60 m   | 4,50 m   | 4,40 m   |
| Getto del peso         | 20,50 m  | 20,00 m  | 18,35 m  | 17,30 m  |
| Lancio del disco       | 65,00 m  | 63,00 m  | 62,00 m  | 59,50 m  |
| Lancio del martello    | 78,00 m  | 74,00 m  | 71,50 m  | 69,00 m  |
| Lancio del giavellotto | 82,00 m  | 79,50 m  | 61,50 m  | 59,00 m  |
| Decathlon              | 8200 p.  | 7950 p.  | -        | -        |
| Eptathlon              | -        | -        | 6150 p.  | 5950 p.  |

Ogni Nazione ha un numero limite di atleti che può iscrivere per ogni singola prova. Se ha atleti in grado di raggiungere i valori della Tabella "A", il numero massimo di atleti iscritti non può essere superiore a tre. Se ha atleti in grado di raggiungere i valori della Tabella "B", allora può essere iscritto un unico atleta per specialità.

## Partecipazione
A Pechino erano iscritte 200 nazioni, a Londra ce n'è una in più, stabilendo il nuovo record di 201 nazioni partecipanti.

Le squadre più numerose sono quelle dei seguenti Paesi:
- Stati Uniti (123)
- Russia (97)
- Gran Bretagna (77)
- Ucraina (73)
- Germania (71)
- Polonia (52)
- Cina (51)
- Australia (50)
- Francia (47)
- Cuba (46)
- Spagna (46)
- Bielorussia (44)
- Giappone (44)

- Canada (42)
- Giamaica (42)
- Kenya (42)
- Italia (33)
- Etiopia (31)
- Rep. Ceca (31)
- Turchia (31)
- Brasile (30)
- Colombia (29)
- Kazakistan (24)
- Portogallo (24)
- Grecia (23)
- Irlanda (21)
- Marocco (21)
- Nigeria (21)

- Bahamas (20)
- Lituania (20)
- Sudafrica (20)
- Trinidad e Tobago (20)
- Messico (18)
- Paesi Bassi (18)
- Ungheria (18)
- Corea del Sud (17)
- Finlandia (17)
- Romania (17)
- Belgio (14)
- India (14)
- Serbia (14)
- Uzbekistan (13)

I seguenti Paesi si qualificano in tutte e quattro le staffette: Stati Uniti, Giamaica, Germania e Polonia.

## Programma
Gli orari sono indicati nel fuso orario dell'Europa occidentale (UTC+0):
| Data             | Orario | Gare                           | Turno                          |
| ---------------- | ------ | ------------------------------ | ------------------------------ |
| 3 agosto mattina | 10:00  | Getto del peso uomini          | Qualificazioni                 |
| 3 agosto mattina | 10:05  | Eptathlon 100 metri ostacoli   | Eptathlon 100 metri ostacoli   |
| 3 agosto mattina | 10:25  | Salto triplo donne             | Qualificazioni                 |
| 3 agosto mattina | 10:40  | 100 metri piani donne          | Batterie eliminatorie          |
| 3 agosto mattina | 11:15  | 400 metri ostacoli uomini      | Batterie eliminatorie          |
| 3 agosto mattina | 11:15  | Eptathlon salto in alto        | Eptathlon salto in alto        |
| 3 agosto mattina | 11:20  | Lancio del martello uomini     | Qualificazioni gruppo A        |
| 3 agosto mattina | 12.00  | 400 metri piani donne          | Batterie eliminatorie          |
| 3 agosto mattina | 12.45  | Lancio del martello uomini     | Qualificazioni gruppo B        |
| 3 agosto mattina | 13.00  | 3000 metri siepi uomini        | Batterie eliminatorie          |
| 3 agosto sera    | 19.00  | Eptathlon getto del peso       | Eptathlon getto del peso       |
| 3 agosto sera    | 19.10  | Lancio del disco donne         | Qualificazioni Gruppo A        |
| 3 agosto sera    | 19.50  | Salto in lungo uomini          | Qualificazioni                 |
| 3 agosto sera    | 20.05  | 1500 metri uomini              | Batterie eliminatorie          |
| 3 agosto sera    | 20.30  | Getto del peso uomini          | Finale                         |
| 3 agosto sera    | 20.35  | Lancio del disco donne         | Qualificazioni gruppo B        |
| 3 agosto sera    | 20.45  | Eptathlon 200 metri piani      | Eptathlon 200 metri piani      |
| 3 agosto sera    | 21.25  | 10 000 metri donne             | 10 000 metri donne             |
| 4 agosto mattino | 10:00  | 100 metri piani uomini         | Batterie eliminatorie          |
| 4 agosto mattino | 10:05  | Eptathlon salto in lungo       | Eptathlon salto in lungo       |
| 4 agosto mattino | 10:20  | Salto con l'asta donne         | Qualificazioni                 |
| 4 agosto mattino | 10:35  | 400 metri piani uomini         | Batterie eliminatorie          |
| 4 agosto mattino | 11:35  | 3000 metri siepi donne         | Batterie eliminatorie          |
| 4 agosto mattino | 11:40  | Eptathlon tiro del giavellotto | Eptathlon tiro del giavellotto |
| 4 agosto mattino | 12:30  | 100 metri piani uomini         | Batterie eliminatorie          |
| 4 agosto mattino | 12:55  | Eptathlon tiro del giavellotto | Eptathlon tiro del giavellotto |
| 4 agosto sera    | 17:00  | 20 km marcia uomini            | 20 km marcia uomini            |
| 4 agosto sera    | 19:00  | 400 metri ostacoli uomini      | Semifinali                     |
| 4 agosto sera    | 19:30  | Lancio del disco donne         | Finale                         |
| 4 agosto sera    | 19:35  | 100 metri piani donne          | Semifinali                     |
| 4 agosto sera    | 19:55  | Salto in lungo uomini          | Finale                         |
| 4 agosto sera    | 20:05  | 400 metri piani donne          | Semifinali                     |
| 4 agosto sera    | 20:35  | Eptathlon 800 metri            | Eptathlon 800 metri            |
| 4 agosto sera    | 21:15  | 10 000 metri uomini            | 10 000 metri uomini            |
| 4 agosto sera    | 21:55  | 100 metri piani donne          | Finale                         |
| 5 agosto mattina | 11:00  | Maratona donne                 | Maratona donne                 |
| 5 agosto sera    | 19:00  | 400 metri ostacoli donne       | Batterie eliminatorie          |
| 5 agosto sera    | 19:05  | Salto in alto uomini           | Qualificazioni                 |
| 5 agosto sera    | 19:35  | Salto triplo donne             | Finale                         |
| 5 agosto sera    | 19:45  | 100 metri piani uomini         | Semifinali                     |
| 5 agosto sera    | 20:15  | 1500 metri uomini              | Semifinali                     |
| 5 agosto sera    | 20:20  | Lancio del martello uomini     | Finale                         |
| 5 agosto sera    | 20:40  | 400 metri piani uomini         | Semifinali                     |
| 5 agosto sera    | 21:10  | 400 metri piani donne          | Finale                         |
| 5 agosto sera    | 21:25  | 3000 metri siepi uomini        | Finale                         |
| 5 agosto sera    | 21:50  | 100 metri piani uomini         | Finale                         |
| 6 agosto mattina | 10:00  | Lancio del disco uomini        | Qualificazioni gruppo A        |
| 6 agosto mattina | 10:05  | 100 metri ostacoli donne       | Batterie eliminatorie          |
| 6 agosto mattina | 10:45  | Getto del peso donne           | Qualificazioni                 |
| 6 agosto mattina | 10:50  | 800 metri uomini               | Batterie eliminatorie          |
| 6 agosto mattina | 11:25  | Lancio del disco uomini        | Qualificazioni gruppo B        |
| 6 agosto mattina | 11:45  | 1500 metri donne               | Batterie eliminatorie          |
| 6 agosto sera    | 19:00  | Salto con l'asta donne         | Finale                         |
| 6 agosto sera    | 19:15  | Getto del peso donne           | Finale                         |
| 6 agosto sera    | 19:20  | 200 metri piani donne          | Batterie eliminatorie          |
| 6 agosto sera    | 20:15  | 400 metri ostacoli donne       | Semifinali                     |
| 6 agosto sera    | 20:45  | 400 metri ostacoli uomini      | Finale                         |
| 6 agosto sera    | 21:05  | 3000 metri siepi donne         | Finale                         |
| 6 agosto sera    | 21:30  | 400 metri piani uomini         | Finale                         |

| Data              | Orario | Gare                           | Turno                        |
| ----------------- | ------ | ------------------------------ | ---------------------------- |
| 7 agosto mattina  | 10:00  | Tiro del giavellotto donne     | Qualificazioni gruppo A      |
| 7 agosto mattina  | 10:10  | 110 metri ostacoli uomini      | Batterie eliminatorie        |
| 7 agosto mattina  | 10:45  | Salto triplo uomini            | Qualificazioni               |
| 7 agosto mattina  | 10:55  | 5000 metri donne               | Batterie eliminatorie        |
| 7 agosto mattina  | 11:25  | Tiro del giavellotto donne     | Qualificazioni gruppo B      |
| 7 agosto mattina  | 11:50  | 200 metri piani uomini         | Batterie eliminatorie        |
| 7 agosto sera     | 19:00  | Salto in alto uomini           | Finale                       |
| 7 agosto sera     | 19:05  | Salto in lungo donne           | Qualificazioni               |
| 7 agosto sera     | 19:15  | 100 metri ostacoli donne       | Semifinali                   |
| 7 agosto sera     | 19:45  | Lancio del disco uomini        | Finale                       |
| 7 agosto sera     | 19:55  | 800 metri uomini               | Semifinali                   |
| 7 agosto sera     | 20:25  | 200 metri piani donne          | Semifinali                   |
| 7 agosto sera     | 21:00  | 100 metri ostacoli donne       | Finale                       |
| 7 agosto sera     | 21:15  | 1500 metri uomini              | Finale                       |
| 8 agosto mattina  | 10:00  | Salto con l'asta uomini        | Qualificazioni               |
| 8 agosto mattina  | 10:00  | Lancio del martello donne      | Qualificazioni gruppo A      |
| 8 agosto mattina  | 10:10  | 100 metri piani                | 100 metri piani              |
| 8 agosto mattina  | 10:45  | 5000 metri uomini              | Batterie eliminatorie        |
| 8 agosto mattina  | 11:10  | Decathlon salto in lungo       | Decathlon salto in lungo     |
| 8 agosto mattina  | 11:25  | Lancio del martello donne      | Qualificazioni gruppo B      |
| 8 agosto mattina  | 11:35  | 800 metri donne                | Batterie eliminatorie        |
| 8 agosto mattina  | 12:50  | Decathlon getto del peso       | Decathlon getto del peso     |
| 8 agosto sera     | 18:00  | Decathlon salto in alto        | Decathlon salto in alto      |
| 8 agosto sera     | 19:05  | Tiro del giavellotto uomini    | Qualificazioni gruppo A      |
| 8 agosto sera     | 19:15  | 110 metri ostacoli uomini      | Semifinali                   |
| 8 agosto sera     | 19:45  | 1500 metri donne               | Semifinali                   |
| 8 agosto sera     | 20:05  | Salto in lungo donne           | Finale                       |
| 8 agosto sera     | 20:10  | 200 metri piani uomini         | Semifinali                   |
| 8 agosto sera     | 20:35  | Tiro del giavellotto uomini    | Qualificazioni gruppo B      |
| 8 agosto sera     | 20:45  | 400 metri ostacoli donne       | Finale                       |
| 8 agosto sera     | 21:00  | 200 metri piani donne          | Finale                       |
| 8 agosto sera     | 21:15  | 110 metri ostacoli uomini      | Finale                       |
| 8 agosto sera     | 21:30  | Decathlon 400 metri piani      | Decathlon 400 metri piani    |
| 9 agosto mattina  | 9:00   | Decathlon 110 metri ostacoli   | Decathlon 110 metri ostacoli |
| 9 agosto mattina  | 9:45   | Salto in alto donne            | Qualificazioni               |
| 9 agosto mattina  | 9:55   | Decathlon lancio del disco     | Gruppo A                     |
| 9 agosto mattina  | 11:00  | Decathlon lancio del disco     | Gruppo B                     |
| 9 agosto mattina  | 11:45  | Staffetta 4x400 metri uomini   | Batterie eliminatorie        |
| 9 agosto mattina  | 12:55  | Decathlon salto con l'asta     | Decathlon salto con l'asta   |
| 9 agosto sera     | 18:30  | Decathlon tiro del giavellotto | Gruppo A                     |
| 9 agosto sera     | 19:20  | Salto triplo uomini            | Finale                       |
| 9 agosto sera     | 19:30  | 800 metri donne                | Semifinali                   |
| 9 agosto sera     | 19:40  | Decathlon tiro del giavellotto | Gruppo B                     |
| 9 agosto sera     | 20:00  | 800 metri uomini               | Finale                       |
| 9 agosto sera     | 20:20  | Staffetta 4x100 metri donne    | Batterie eliminatorie        |
| 9 agosto sera     | 20:55  | 200 metri piani uomini         | Finale                       |
| 9 agosto sera     | 21:00  | Tiro del giavellotto donne     | Finale                       |
| 9 agosto sera     | 21:20  | Decathlon 1500 metri           | Decathlon 1500 metri         |
| 10 agosto sera    | 19:00  | Salto con l'asta uomini        | Finale                       |
| 10 agosto sera    | 19:10  | Staffetta 4x400 metri donne    | Batterie eliminatorie        |
| 10 agosto sera    | 19:35  | Lancio del martello donne      | Finale                       |
| 10 agosto sera    | 19:45  | Staffetta 4x100 metri uomini   | Batterie eliminatorie        |
| 10 agosto sera    | 20:05  | 5000 metri donne               | 5000 metri donne             |
| 10 agosto sera    | 20:40  | Staffetta 4x100 metri donne    | Finale                       |
| 10 agosto sera    | 20:55  | 1500 metri donne               | Finale                       |
| 10 agosto sera    | 21:20  | Staffetta 4x400 metri uomini   | Finale                       |
| 11 agosto mattina | 9:00   | 50 km marcia uomini            | 50 km marcia uomini          |
| 11 agosto sera    | 17:00  | 20 km marcia donne             | 20 km marcia donne           |
| 11 agosto sera    | 19:00  | Salto in alto donne            | Finale                       |
| 11 agosto sera    | 19:20  | Tiro del giavellotto uomini    | Finale                       |
| 11 agosto sera    | 19:30  | 5000 metri uomini              | 5000 metri uomini            |
| 11 agosto sera    | 20:00  | 800 metri donne                | Finale                       |
| 11 agosto sera    | 20:25  | Staffetta 4x400 donne          | Finale                       |
| 11 agosto sera    | 21:00  | Staffetta 4x100 uomini         | Finale                       |
| 12 agosto mattina | 10:00  | Maratona uomini                | Maratona uomini              |

## Risultati delle gare
Sette campioni di gare individuali hanno riconfermato il proprio titolo olimpico. Si tratta di Shelly-Ann Fraser e Usain Bolt sui 100 metri (Bolt ha confermato due titoli, rivincendo anche i 200 piani); Tomasz Majewski e Valerie Adams (getto del peso); Tirunesh Dibaba (10.000) e Barbora Špotáková (giavellotto).
Tre campioni hanno rivinto il titolo dopo otto anni: Ezekiel Kemboi sui 3000 siepi, Félix Sánchez sui 400 ostacoli e Meseret Defar sui 5000 metri.
Due atleti hanno stabilito il record di partecipazioni ai Giochi: lo spagnolo Jesús Ángel García, nella marcia 50 km ed il serbo Dragutin Topić nel salto in alto hanno totalizzato sei presenze, eguagliando il record assoluto.
Hanno conquistato l'oro olimpico individuale a Londra ben 13 campioni che hanno trionfato agli ultimi campionati mondiali, quelli di Daegu 2011. Tra essi vi è il grenadiano Kirani James, che a Daegu aveva vinto i 400 piani all'età di 19 anni e che a Londra si è confermato. Ma non è James il più giovane olimpionico di Londra. Un atleta ancora più giovane è salito sul gradino più alto del podio. Si tratta di Keshorn Walcott: l'atleta di Trinidad ha vinto il lancio del giavellotto da Junior, essendo nato nel 1993.

## Lotta al doping
Nell'anno olimpico i controlli antidoping hanno permesso di detronizzare un'atleta pochi giorni dopo che era salita sul gradino più alto del podio. La bielorussia Nadzeja Astapčuk, vincitrice del getto del peso, è stata squalificata una settimana dopo la manifestazione per i risultati delle analisi effettuate il giorno prima e il giorno stesso della gara. Altri due atleti sono stati squalificati durante i Giochi: l'ostacolista siriano Ghofrane Al Mohammed e il mezzofondista francese Hassan Hirt.
I controlli effettuati durante la stagione, molto intensificati, hanno escluso dai Giochi atleti di spicco, come il discobolo ungherese Zoltán Kővágó e il marciatore italiano Alex Schwazer. Si sono dimostrati efficaci anche i controlli postumi: il martellista Ivan Cichan è stato squalificato in base ai controlli postumi effettuati sui campioni prelevati ad Atene 2004, dove il bielorusso aveva vinto l'argento.

Infine, tra il 2020 e il 2021 vengono esclusi dal podio: il vincitore del salto in alto maschile Ivan Ukhov (Russia) e la terza classificata nel salto in alto femminile, Svetlana Shkolina (Russia).

## Medagliere
Le nazioni che hanno vinto almeno un oro sono state 23 (lo stesso numero di Pechino), mentre le bandiere salite sul podio sono state in tutto 41 (anche questo numero pareggia quello di Pechino).
Nel computo delle medaglie, Russia (17) e Giamaica (12) sono stabili, mentre gli Stati Uniti salgono da 23 a 29, confermandosi prima nazione nel medagliere. Il Kenya scende da 14 a 11 e passa al quarto posto. Nessun'altra nazione ha vinto più di dieci medaglie. Nel computo degli ori, salgono di 1 oro la Russia (da 6 a 7) e gli Stati Uniti di due ori (da 7 a 9), mentre scendono la Giamaica (da 6 a 4) e crolla il Kenya (da 6 a 2). Anche l'Etiopia perde un oro (da 4 a 3). L'edizione di Londra dei Giochi è favorevole alla nazione ospitante, che passa da 1 a 4 ori (con 6 medaglie in totale).
| Posizione | Paese             | Oro | Argento | Bronzo | Totale |
| --------- | ----------------- | --- | ------- | ------ | ------ |
| 1         | Stati Uniti       | 11  | 10      | 7      | 28     |
| 2         | Giamaica          | 4   | 5       | 3      | 12     |
| 3         | Gran Bretagna     | 4   | 2       | 0      | 6      |
| 4         | Etiopia           | 3   | 2       | 3      | 8      |
| 5         | Kenya             | 2   | 4       | 7      | 13     |
| 6         | Cina              | 2   | 4       | 4      | 10     |
| 7         | Australia         | 2   | 1       | 0      | 3      |
| 8         | Polonia           | 2   | 0       | 0      | 2      |
| 9         | Germania          | 1   | 5       | 2      | 8      |
| 10        | Russia            | 1   | 3       | 2      | 6      |
| 11        | Trinidad e Tobago | 1   | 1       | 2      | 4      |
| 12        | Francia           | 1   | 1       | 1      | 3      |
| 12        | Rep. Ceca         | 1   | 1       | 1      | 3      |
| 14        | Rep. Dominicana   | 1   | 1       | 0      | 2      |
| 15        | Algeria           | 1   | 0       | 0      | 1      |
| 15        | Bahamas           | 1   | 0       | 0      | 1      |
| 15        | Bahrein           | 1   | 0       | 0      | 1      |
| 15        | Croazia           | 1   | 0       | 0      | 1      |
| 15        | Grenada           | 1   | 0       | 0      | 1      |
| 15        | Kazakistan        | 1   | 0       | 0      | 1      |
| 15        | Nuova Zelanda     | 1   | 0       | 0      | 1      |
| 15        | Sudafrica         | 1   | 0       | 0      | 1      |
| 15        | Tunisia           | 1   | 0       | 0      | 1      |
| 15        | Uganda            | 1   | 0       | 0      | 1      |
| 15        | Ungheria          | 1   | 0       | 0      | 1      |
| 26        | Cuba              | 0   | 1       | 2      | 3      |
| 27        | Botswana          | 0   | 1       | 0      | 1      |
| 27        | Canada            | 0   | 1       | 0      | 1      |
| 27        | Colombia          | 0   | 1       | 0      | 1      |
| 27        | Finlandia         | 0   | 1       | 0      | 1      |
| 27        | Guatemala         | 0   | 1       | 0      | 1      |
| 27        | Italia            | 0   | 1       | 0      | 1      |
| 27        | Qatar             | 0   | 1       | 0      | 1      |
| 27        | Slovenia          | 0   | 1       | 0      | 1      |
| 35        | Ucraina           | 0   | 0       | 3      | 3      |
| 36        | Estonia           | 0   | 0       | 1      | 1      |
| 36        | Giappone          | 0   | 0       | 1      | 1      |
| 36        | Irlanda           | 0   | 0       | 1      | 1      |
| 36        | Italia            | 0   | 0       | 1      | 1      |
| 36        | Lituania          | 0   | 0       | 1      | 1      |
| 36        | Marocco           | 0   | 0       | 1      | 1      |
| 36        | Porto Rico        | 0   | 0       | 1      | 1      |
| 36        | Spagna            | 0   | 0       | 1      | 1      |
| Totale    | Totale            | 46  | 47      | 49     | 142    |

### Classifica a punti
La classifica a punti si ottiene assegnando 8 punti al primo, 7 al secondo, e così via fino ad 1 punto all'ottavo classificato.
Questa speciale classifica vede gli USA al primo posto con 304 punti (quasi cento in più di Pechino), davanti alla Russia con 178,5 (200), terzo il Kenya con 112 (136) e quarta la Giamaica con 107 (120).
La nazione che è cresciuta di più in termini assoluti sono gli Stati Uniti (+97), mentre in termini relativi primeggiano la Germania (che ha raddoppiato il proprio bottino di punti, passando da 43,5 a 94) e la Cina (stesse proporzioni, da 39 a 73).
La nazione che è arretrata di più è stata Cuba, che è scesa da 61 a 25 punti.